# Caulerpa racemosa
Caulerpa racemosa es una especie de alga verde de la familia Caulerpaceae. Se encuentra en muchas regiones alrededor del mundo. Existen muchas variedades, en el Mediterráneo se estableció en 1990 como especie invasora. En España, está incluida en el Catálogo Español de Especies Exóticas Invasoras, regulado por el Real Decreto 630/2013.